# Итакираи
Итакираи (порт. Itaquiraí) — муниципалитет в Бразилии, входит в штат Мату-Гросу-ду-Сул. Составная часть мезорегиона Юго-запад штата Мату-Гроссу-ду-Сул. Входит в экономико-статистический микрорегион Игуатеми. Население составляет 17 751 человек на 2006 год. Занимает площадь 2063,876 км². Плотность населения — 8,6 чел./км².
Праздник города — 13 мая. 

## История
Город основан в 1980 году.

## Статистика
- Валовой внутренний продукт на 2003 год составляет 175 043 666,00 реалов (данные: Бразильский институт географии и статистики).
- Валовой внутренний продукт на душу населения на 2003 год составляет 10 393,28 реала (данные: Бразильский институт географии и статистики).
- Индекс развития человеческого потенциала на 2000 год составляет 0,710 (данные: Программа развития ООН).

## География
Климат местности: субтропический. В соответствии с классификацией Кёппена, климат относится к категории Cfa.